# Национальный конвент
Национальный конве́нт (фр. Convention nationale) — высший законодательный орган Первой Французской республики, действовавший с 21 сентября 1792 года по 26 октября 1795 года в разгар Великой французской революции. Законодательное собрание после восстания 10 августа 1792 года, упразднившего монархию, постановило приостановить короля Людовика XVI в его функциях и созвать национальный Конвент для выработки конституции республики. Выборы в Конвент были двухстепенными, в них участвовали все мужчины (исключая домашнюю прислугу), достигшие 21 года. Таким образом национальный Конвент — первый французский парламент, сформированный на основе (почти) всеобщего избирательного права.

## Выборы
Выборы состоялись 2—6 сентября 1792 года после избрания выборщиков первичными собраниями 26 августа. После восстания 10 августа и ареста короля поток эмигрантов увеличился. Монархисты, монархисты-конституционалисты и открытые роялисты опасались появляться на избирательных участках и воздерживались от голосования. Явка была очень низкая — 11,9 % избирателей, против 10,2 % в 1791 году, в то время как число избирателей почти удвоилось. В целом, электорат вернул тот же самый тип депутатов, что и «активные» граждане выбрали в 1791 году. По всей Франции только одиннадцать первичных собраний высказались за монархию. Среди выборных собраний не было ни одного, которое не отдавало бы предпочтение республике, хотя только Париж применял само слово. Среди выбранных депутатов не было ни одного, кто представлял себя на выборах в качестве роялиста.

Состав Национального Конвента

Депутаты Конвента представляли все классы французского общества, но наиболее многочисленными были юристы. Семьдесят пять депутатов были представителями в Учредительном собрании, а 183 — в Законодательном собрании. Общее число депутатов было 749, не считая 33 от французских колоний, из которых только некоторые успели прибыть в Париж к моменту начала заседаний.
Первые заседания Конвента проходили в зале Тюильри, затем в Манеже и, наконец, с 10 мая 1793 года в зале театра Тюильри. В зале заседаний была галерея для публики, которая довольно часто перебивала дебаты выкриками или аплодисментами. По своим собственным организационным правилам Конвент выбирал президента раз в две недели. Президент Конвента имел право быть переизбранным после истечения двух недель. Обычно заседания проходили утром, но часто случались и вечерние заседания, иногда до поздней ночи. В чрезвычайных обстоятельствах Конвент объявлял себя в постоянной сессии и заседал несколько дней без перерыва. Исполнительными и административными органами Конвента являлись комитеты, с более или менее широкими полномочиями. Самые известные из этих комитетов были Комитет общественного спасения (фр. Comité du salut public) и Комитет общественной безопасности (фр. Comité de la sûreté générale).
Конвент являлся законодательной и исполнительной властью в течение первых лет Первой французской республики и время его существования можно разделить на три периода: жирондистский, якобинский и термидорианский.

## Жирондистский Конвент
Первое заседание Конвента состоялось 21 сентября 1792 года. На следующий день, в абсолютной тишине, перед ассамблеей был поставлен вопрос «отмены монархии во Франции» — и был принят с единогласными возгласами одобрения. 22 сентября пришло известие о битве при Вальми. В тот же день было объявлено, что «в будущем акты собрания должны быть датированы первым годом Французской Республики». Три дня спустя была добавлена поправка против федерализма: «французская республика едина и неделима». Республика была провозглашена, оставалось ввести в действие республиканское правительство. Страна была ненамного больше республиканской в чувстве и практике, чем прежде или в любое время с момента бегства короля в Варенн. Но теперь она обязана была стать республикой, потому что король уже не был главой государства.
Военная ситуация изменилась, что, казалось, подтверждало жирондистские пророчества лёгкой победы. После Вальми прусские войска отступили, и в ноябре французские войска заняли левый берег Рейна. Австрийцы, осаждавшие Лилль, 6 ноября были разбиты Дюмурье в битве при Жемаппе и эвакуировали Австрийские Нидерланды. Была занята Ницца, и Савойя провозгласила союз с Францией. Эти успехи сделали безопасным ссориться дома.

### Жирондистыимонтаньяры
Термин «Жирондисты» был географическим, обозначавший депутатов провинций, а якобинцы получили своё от названия Якобинского клуба. Теперь группа депутатов от Жиронды дала своё название в ассамблее, а имя парижского клуба идентифицировало себя с группой представителей Парижа. Лидеры якобинцев мало чем отличались от своих оппонентов в происхождении и воспитании. Как и жирондисты, они верили в войну, республику и Конвент. Они были не менее идеалистичны и не более гуманитарны. Но они больше прислушивались к интересам простых людей, у них было меньше политического и экономического доктринёрства и у них был дополнительный потенциал для реалистичного и, при необходимости, безжалостного вмешательства для достижения необходимых целей.
Три вопроса доминировали первые месяцы Конвента: доминирование Парижа в политике страны, революционное насилие и суд над королём.
Антагонизм между Парижем и провинциями создавал трения, который служил больше в качестве пропагандистского оружия. Сопротивление департаментов централизации символизировало стремление свести влияние столицы на революцию к одной-восемьдесят третьей доле влияния. Большая часть Жиронды желала удалить собрание из города, где доминировали «агитаторы и льстецы народу».

### Суд над королём

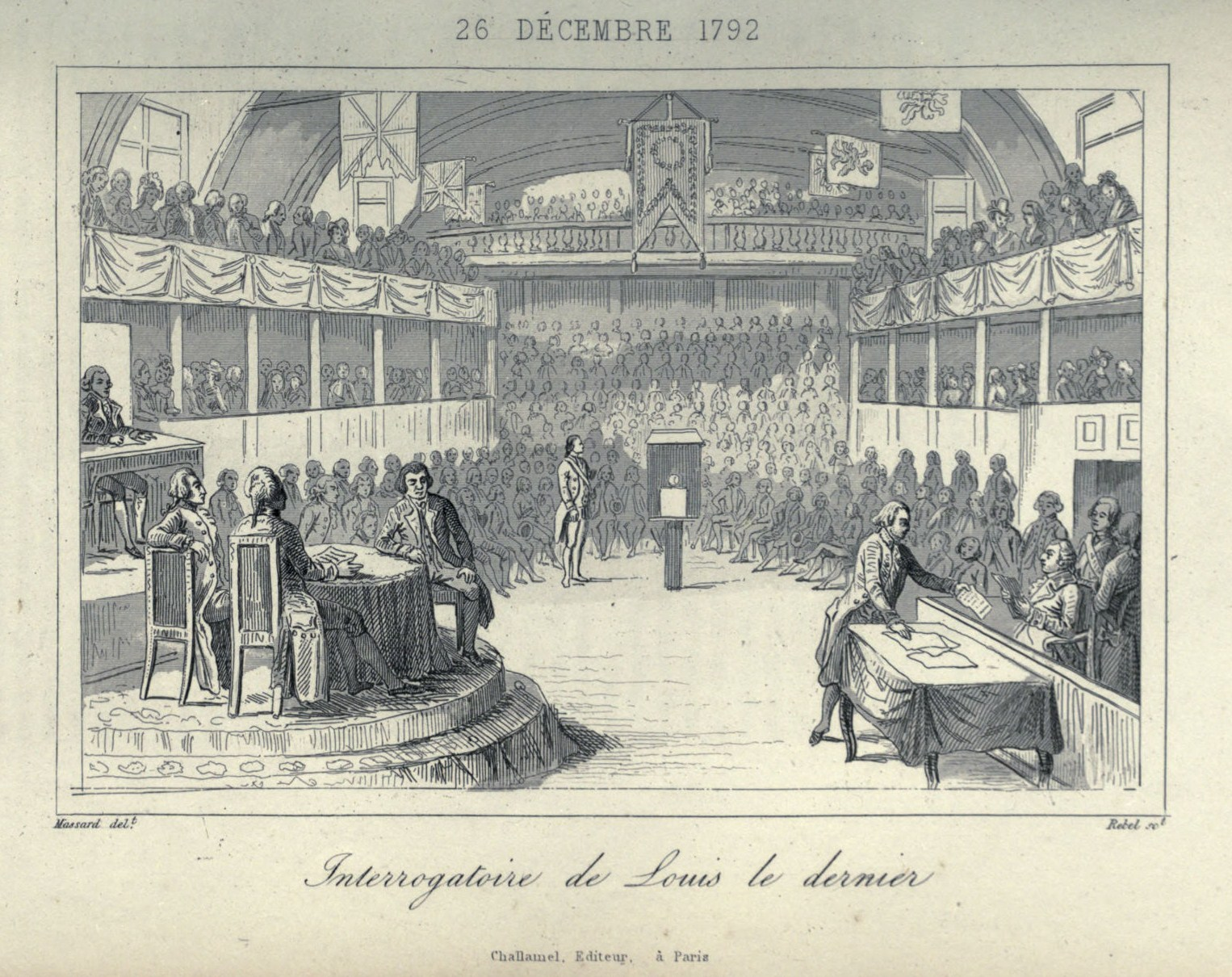
Суд над Людовиком XVI

С момента открытия Конвента жирондисты не выразили ни малейшего интереса в судебном процессе над королём. Они были больше заинтересованы в дискредитации Парижа и его депутатов после сентябрьской резни. И их решение преследовать якобинцев было не просто расстановкой приоритетов; они искренне хотели спасти короля. Но в действительности Конвенту пришлось объявить его виновным из желания избежать признания противоправными восстания 10 августа 1792 года, своего собственного существования и провозглашения республики. «Если король невиновен, то те, кто свергли его, виновны» — напоминал Робеспьер собранию 2 декабря.
После того, как Конвент признал вину Людовика, Конвент не мог не приговорить к смертной казни человека, который для подавления свободы призвал на помощь иностранные державы, и кого санкюлоты считали ответственным за западню во время взятия Тюильри.
Находка тайного сейфа в Тюильри 20 ноября 1792 года сделала суд неизбежным. Документы, обнаруженные в нём, вне всякого сомнения доказывали измену Людовика XVI.
Судебный процесс начался 10 декабря. Людовик XVI изобличался как враг и «узурпатор», чуждый телу нации. Голосование началось 14 января 1793 года. Каждый депутат с трибуны объяснял мотивы своего решения при голосовании. Голосование за виновность короля было единогласным. О результате голосования председатель Конвента объявил: «От имени французского народа Национальный Конвент объявил Людовика Капета виновным в злоумышлении против свободы нации и общей безопасности государства». Предложение о всенародном референдуме по вопросу наказания для короля было отвергнуто. Роковое голосование началось 16 января и продолжалось до утра следующего дня. Из присутствующих 721 депутатов, 387 высказались за смертную казнь, 334 были против. Двадцать шесть депутатов проголосовали за смертный приговор с условием последующего помилования. 18 января вопрос о помиловании был поставлен на голосование: 380 голосов было подано против; 310 за. При каждом голосовании среди жирондистов происходил раскол.
По приказу Конвента вся Национальная гвардия Парижа была выстроена по обе стороны пути на эшафот. Утром 21 января Людовик XVI был обезглавлен на площади Революции.
За редким исключением, французский народ принял содеянное спокойно, но это произвело глубокое впечатление. Смерть короля вызывала жалость, но всё же нельзя отрицать, что монархическим настроениям был нанесён серьёзный удар — король был казнён как обычный человек; монархия уничтожена и её сверхъестественные качества уже никогда нельзя было восстановить. Противники и сторонники содеянного поклялись в вечной ненависти друг к другу; остальная Европа объявила цареубийцам войну на истребление.

### Падение Жиронды
Заседания ассамблеи начались достаточно спокойно, но спустя несколько дней жирондисты перешли к нападкам на монтаньяров. Конфликт продолжался непрерывно вплоть до изгнания лидеров Жиронды из Конвента 2 июня 1793 года. Вначале жирондисты могли опереться на голоса большинства депутатов, многие из которых были шокированы событиями сентябрьской резни. Но их настойчивость в монополизации руководящих должностей и их нападки на лидеров монтаньяров вскоре начали раздражать тех, кто пытался занять независимую позицию. Один за другим, такие депутаты, как Кутон, Камбон, Карно, Ленде и Барер начали тяготеть к монтаньярам, в то время как большинство, «равнина» (фр. La Plaine), как это тогда называли, придерживалось нейтральной позиции.
Жирондисты были убеждены, что их оппоненты стремятся к диктатуре, в то время как монтаньяры считали, что жирондисты были готовы к любым компромиссам с консерваторами, и даже роялистами, чтобы гарантировать своё нахождение у власти. Ожесточённая неприязнь вскоре ввергла Конвент в состояние совершенного паралича. Дебаты все чаще превращались в словесные перепалки, из-за которых невозможно было принять какого-либо решения. Политический тупик дискредитировал национальный представительный орган и, в конце концов, заставлял враждующие стороны опереться на опасных союзников, монархистов в случае жирондистов, санкюлотов в случае монтаньяров.
Таким образом, безрезультатная борьба в Конвенте продолжалась. Решение должно было прийти извне.

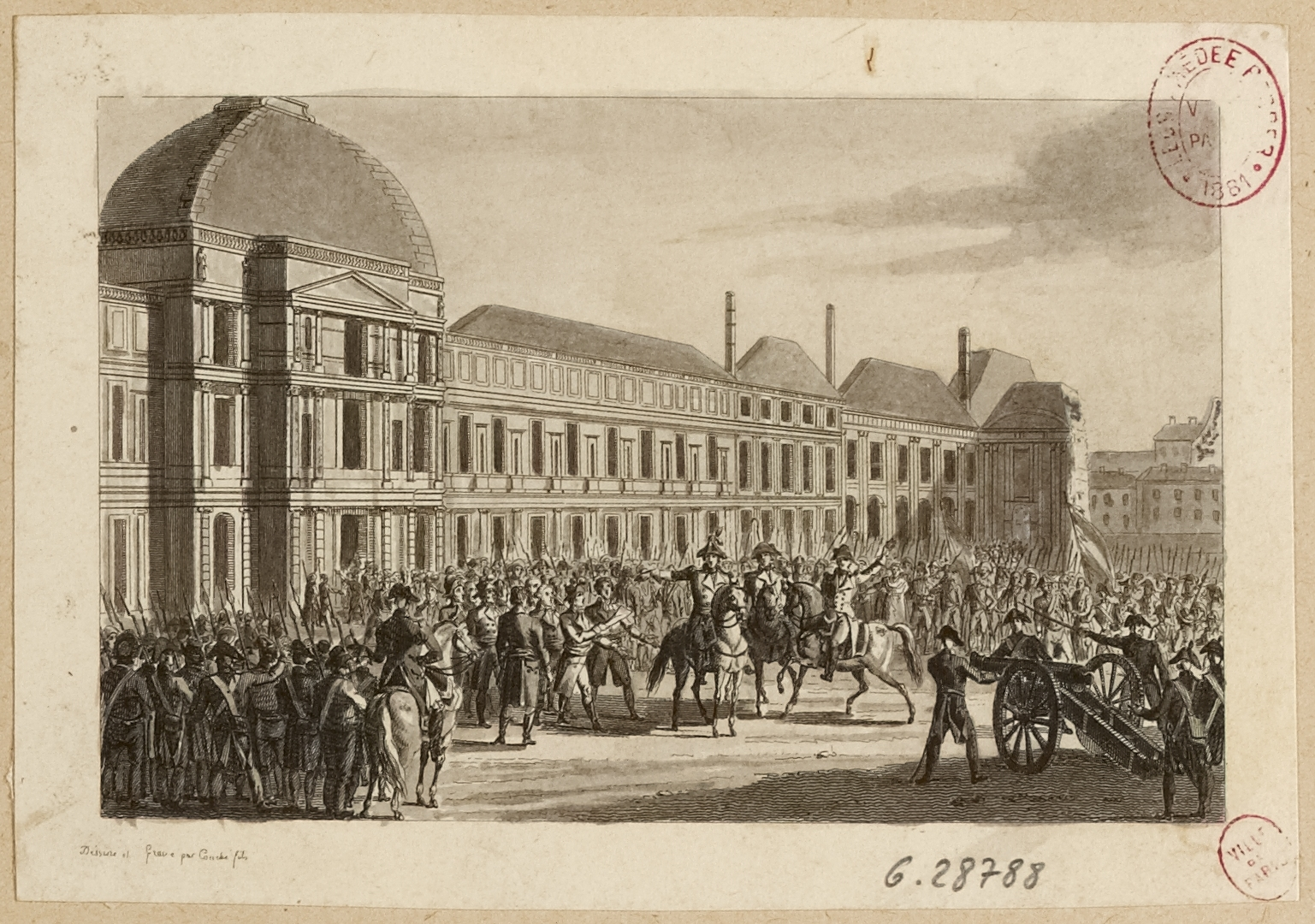
Восстание 31 мая — 2 июня

В то же время военная ситуация изменилась. Неудачи в войне, измена Дюмурье и мятеж в Вандее, который начался в марте 1793 года, всё это было использовано в качестве аргумента, изображавшего жирондистов как препятствие успешной обороне. Экономическая ситуация в начале 1793 года всё более ухудшается и в крупных городах начинаются волнения. Секционные активисты Парижа начали требовать «максимум» на основные продукты питания. Беспорядки и агитация продолжаются всю весну 1793-го, и Конвент создаёт Комиссию Двенадцати по их расследованию, в которую вошли только жирондисты.
По приказу комиссии были арестованы несколько секционных агитаторов, и 25 мая Коммуна потребовала их освобождения; в то же время общие собрания секций Парижа составили список 22 видных жирондистов и потребовали их ареста. В ответ Инар, который председательствовал в Конвенте, произнёс обличительную речь против Парижа, которая довольно сильно напоминала манифест герцога Брауншвейгского: «…Если во время одного из этих непрекращающихся волнений будет совершено покушение на народных представителей, то, объявляю вам от имени всей Франции — Париж будет уничтожен!…» На следующий день якобинцы объявили себя в состоянии восстания. 28 мая секция Ситэ призвала другие секции встретиться для организации восстания. 29 мая делегаты, представляющие тридцать три секции, сформировали повстанческий комитет из девяти членов.
2 июня 1793 года 80 000 вооружённых санкюлотов окружили Конвент. После попытки депутатов выйти в демонстративной процессии и, натолкнувшись на вооружённых национальных гвардейцев, депутаты подчинились давлению и объявили об аресте 29 ведущих жирондистов. Таким образом Жиронда перестала быть политической силой. Жирондисты объявили войну, не зная, как вести её; осудили короля и потребовали республику, но не решились низложить монарха и провозгласить республику; ухудшили экономическое положение в стране, но противостояли всем требованиям облегчения жизни народа.

## Якобинский Конвент
Едва Жиронда была устранена, как, теперь монтаньярский, Конвент оказывается между двух огней. Силы контрреволюции набирают новый импульс в федералистском восстании; народное движение, недовольное высокими ценами, усиливает давление на правительство. Между тем правительство, казалось, не в состоянии контролировать ситуацию. В июле 1793 страна казалась на грани дезинтеграции.

### Якобинская Конституция

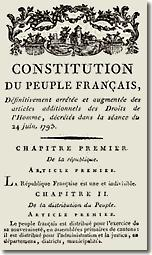
Конституция I года (24 июня 1793)

В течение всего июня монтаньяры занимали выжидательную позицию, ожидая реакцию на восстание в Париже. Тем не менее, они не забыли о крестьянах. Крестьяне составляли самую большую часть Франции и в такой обстановке было важно удовлетворить их требования. Именно им восстание 31 мая (как и 14 июля и 10 августа) принесло существенные и постоянные выгоды. 3 июня были приняты законы о продаже имущества эмигрантов небольшими частями с условием уплаты в течение 10 лет; 10 июня был провозглашён дополнительный раздел общинных земель; и 17 июля закон об отмене сеньоральных повинностей и феодальных прав без всякой компенсации.
Монтаньяры также попытались успокоить средние классы, отвергая любые обвинения в терроре, подтвердив права собственности и ограничив народное движение в узко-определённые рамки. Они попытались поддержать хрупкий баланс равновесия, баланс, который был разрушен в июле с ухудшением кризиса. Конвент быстро утвердил новую конституцию в надежде оградить себя от обвинения в диктатуре и умиротворить департаменты.
Декларация прав, которая предшествовала тексту Конституции торжественно подтвердила неделимость государства и свободу слова, равенство и право сопротивления угнетению. Это выходило далеко за рамки Декларации 1789 года, добавив к нему право на социальную помощь, работу, образование и восстание. Никто не имел право навязать свою волю другим. Всякая политическая и социальная тирания отменялась. Конституция 1793 года стала библией демократов XIX века.
Главной целью Конституции было обеспечить преобладающую роль депутатов в законодательном собрании, что рассматривалась как необходимая основа политической демократии. Каждый депутат в законодательное собрание должен был быть избран прямым голосованием, простым большинством поданных голосов и переизбирался каждый год. Законодательное собрание выбирало исполнительный совет из 24 членов из числа 83 кандидатов, выбранных департаментами на основе всеобщего избирательного права и, таким же образом, министров, которые также были ответственны перед представителями народа. Национальный суверенитет был расширен через институт референдума — Конституция должна была быть ратифицирована народом, как и законы в некоторых, точно определённых обстоятельствах.
Конституция была представлена для всеобщей ратификации и принята огромным большинством в 1 801 918 за и 17 610 против. Результаты плебисцита были обнародованы 10 августа 1793 года, но применение Конституции, текст которой был помещён в «священный ковчег» в зале заседаний Конвента, было отложено до заключения мира.

### Федералистское восстание и война

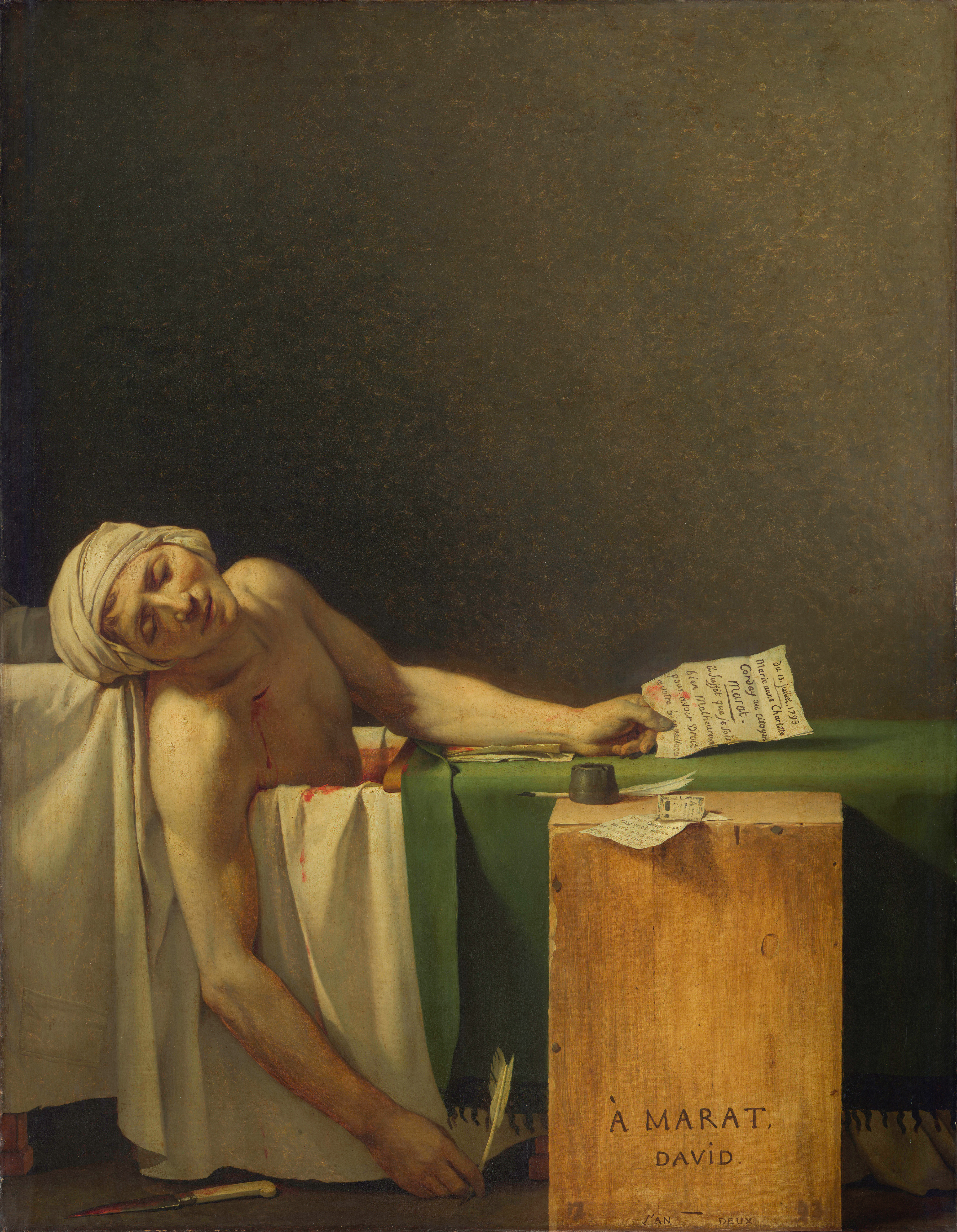
«Смерть Марата»
Жак-Луи Давид, 1793

И действительно, монтаньяры столкнулись с драматическими обстоятельствами — федералистский мятеж, война в Вандее, военные неудачи, ухудшение экономической ситуации. Несмотря ни на что, гражданской войны избежать не удалось. К середине июня около шестидесяти департаментов были охвачены более или менее открытым восстанием. Пограничные районы страны остались верны Конвенту. В основном, восстания поднимала ведомственная и районная администрация. Коммуны, которые были более народными в составе, отнеслись к восстанию довольно холодно, если не враждебно; и федералистским лидерам, несмотря на их фразеологию, не хватало веры в своё дело, и вскоре и они сами стали ссориться между собой. Искренние республиканцы среди них не могли ассоциировать себя с иностранным вторжением и мятежом в Вандее. Те, кто оказались отвергнутыми на местах, искали поддержки у умеренных, фельянов и даже у аристократов.
Июль и август были неважные месяцы на границах. В течение трёх недель Майнц, символ победы прошлого года, капитулировал перед прусскими войсками, а австрийцы захватили крепости Конде и Валансьен и вторглись в северную Францию. Испанские войска пересекли Пиренеи и начали наступать на Перпиньян. Пьемонт воспользовался восстанием в Лионе и вторгся во Францию с востока. В Корсике Паоли поднял восстание и с британской помощью изгнал французов с острова. Английские войска начали осаду Дюнкерка в августе и в октябре союзники вторглись в Эльзас. Военная ситуация стала отчаянной.
Кроме того, побег жирондистов из-под домашнего ареста и другие события лета усугубили ярость революционеров и убедили их, что их оппоненты отказались от всех норм цивилизованного поведения. 13 июля Шарлотта Корде убила идола санкюлотов Жана-Поля Марата. Она была в контакте с жирондистами в Нормандии и они, как полагают, использовали её в качестве своего агента.
Колебания, осторожность и нерешительность Конвента в течение первых нескольких дней были искуплены силой организации подавления мятежа. Были выданы ордера на арест восставших лидеров Жиронды, восставшие члены администрации департаментов были лишены своих полномочий. Регионы, в которых восстание было наиболее опасно, были именно те, в которых находилось наибольшее количество роялистов. Там не было места для третьей силы между монтаньярами, которые ассоциировались с Республикой, и роялизмом, который был союзником врага. Если бы федералистское восстание удалось, оно бы привело к реставрации монархии. Роялистский мятеж в Вандее уже вынудил Конвент сделать большой шаг в направлении террора — то есть диктатуры центральной власти и подавления свобод. Федералистское восстание теперь заставило его сделать ещё более решительный шаг в том же направлении.

### Революционное правительство

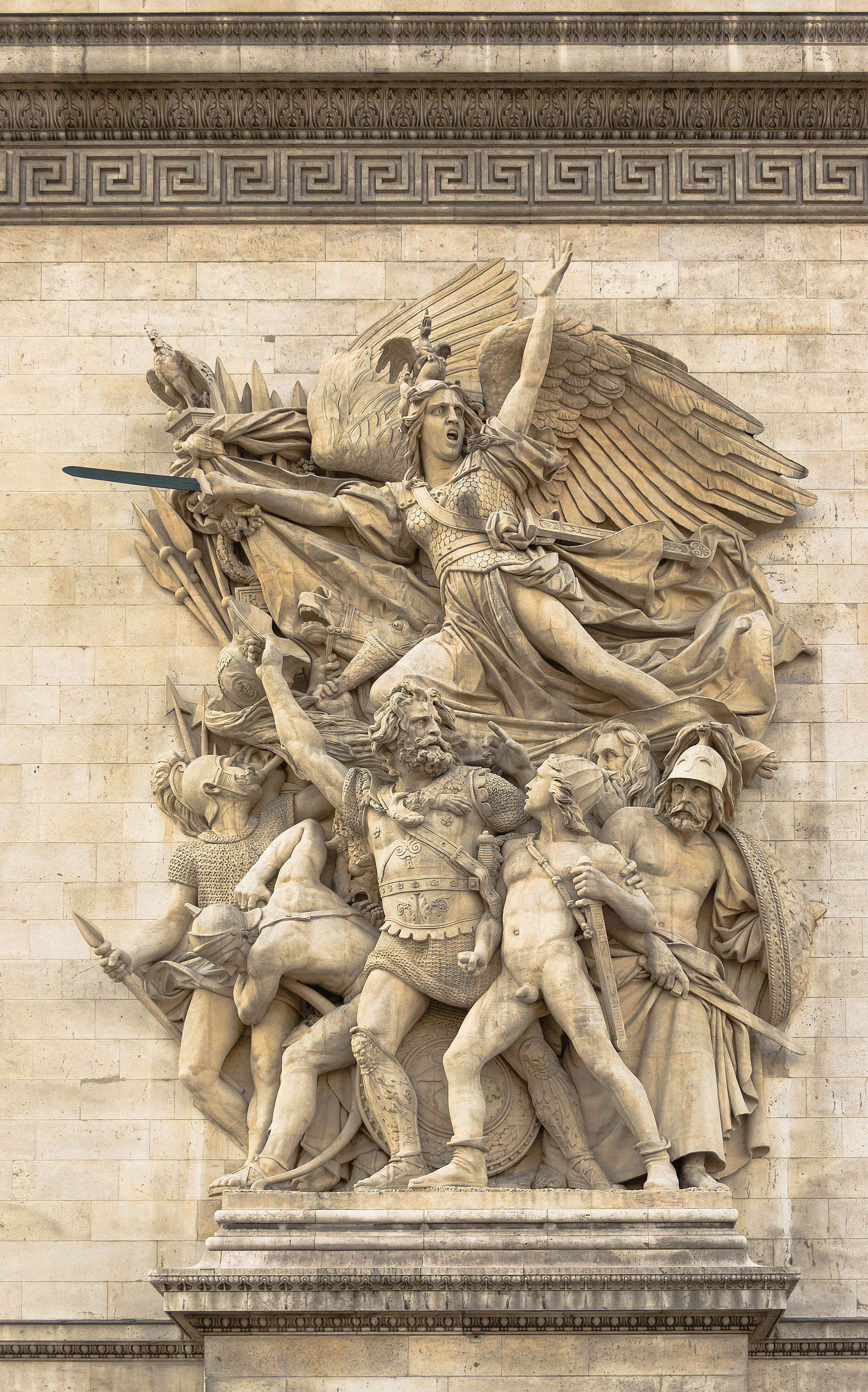
«Марсельеза»

Исполнительными и административными органами Конвента являлись комитеты. Самые известные из них были Комитет общественного спасения (фр. Comité du salut public) и Комитет общественной безопасности (фр. Comité de la sûreté générale). Второй, который имел большие полномочия, менее известен, чем первый, он являлся действительной исполнительной властью и был наделён огромными прерогативами. Образованный ещё в апреле, его состав был сильно изменён летом 1793 года.
Под двойным знаменем фиксирования цен и террора давление санкюлотов достигло своего пика летом 1793 года. Помимо всего этого, пришло известие о беспрецедентной измене: Тулон и находящаяся там эскадра были сданы врагу. Кризис в снабжении продовольствием оставался главной причиной недовольства санкюлотов, лидеры «бешеных», с Жаком Ру во главе, требуют от Конвента установления «максимума». Конвент и монтаньяры в том числе были против всякого экономического регулирования, как, впрочем, и жирондисты. В принятой конституции неприкосновенность частной собственности была подтверждена. Но вторжение, федералистский мятеж и война в Вандее — вся революционная логика мобилизации ресурсов — были бесконечно более мощным стимулом, чем экономические доктрины. В августе серия декретов дали комитету полномочия по контролю над обращением зерна, а также утвердили свирепые наказания за их нарушение. В каждом районе были созданы «хранилища изобилия». 23 августа декрет о массовой мобилизации (фр. levée en masse) объявлял всё взрослое население республики «находящимся в состоянии постоянной реквизиции».
5 сентября парижане попытались повторить восстание 2 июня. Вооружённые секции снова окружили Конвент с требованием создания внутренней революционной армии, ареста «подозрительных» и чистки комитетов. Вероятно, это был ключевой день в формировании революционного правительства: Конвент поддался давлению, но сохранил контроль над событиями. Это поставило террор на повестку дня — 5 сентября, 9-го создание революционной армии, 11-го — декрет о «максимуме» на хлеб (общий контроль цен и заработной платы — 29 сентября), 14-го реорганизация Революционного трибунала, 17-го закон о «подозрительных», и 20-го декрет давал право местным революционным комитетам задачу составления списков.
Наконец, Франция увидела, что её правительство принимает определённую форму. Поимённым голосованием Конвент обновил состав Комитета общественного спасения: 10 июля Дантон был из него исключён. Кутон, Сен-Жюст, Жанбон Сен-Андре и Приёр из Марны составили ядро нового комитета. К ним добавили Барера и Ленде, Робеспьера назначили 27 июля, a затем Карно и Приёра из департамента Кот-д’Ор 14 августа; Колло д’Эрбуа и Бийо-Варенна — 6 сентября. У них было несколько ясных идей, которым они следовали: борьба и победа. Это был комитет, который впоследствии назвали великим комитетом II года.
Комитет всегда работал коллегиально, несмотря на специфический характер задач каждого директора: деление на «политиков» и «техников» было термидорианским изобретением, чтобы оставить жертвы террора у ног одних робеспьеристов. Многое, однако, различало двенадцать членов Комитета; Барер был более человеком Конвента, чем комитета, и был ближе к «равнине». У Робера Ленде были сомнения по поводу террора, который, напротив, был ближе для Колло д’Эрбуа и Бийо-Варенна, вошедших в комитет под давлением санкюлотов в сентябре. Но ситуация, которая объединила их летом 1793 года, была сильнее разногласий. Прежде всего комитет должен был утвердить себя и выбрать те требования народа, которые были наиболее подходящими для достижения целей ассамблеи: сокрушить врагов Республики и зачеркнуть последние надежды аристократии на реставрацию. Управлять во имя Конвента и в то же время контролировать его, сдерживать санкюлотов без охлаждения их энтузиазма — это был необходимый баланс революционного правительства.
Эта сумма учреждений, мер и процедур была закреплена в декрете от 14 фримера (4 декабря 1793 года), который определил это постепенное развитие централизованной диктатуры основанной на терроре. В центре был Конвент, исполнительной властью которого был Комитет общественного спасения, наделённый огромными полномочиями: он интерпретировал декреты Конвента и определял способы их применения; под его непосредственным руководством были все государственные органы и все государственные служащие; он определял военную и дипломатическую деятельность, назначал генералов и членов других комитетов при условии ратификации их Конвентом. Он был ответственным за ведение войны, общественный порядок, обеспечение и снабжение населения. Парижская коммуна, известный бастион санкюлотов, также был нейтрализован, попав под его контроль.

#### Экономика
Административная и экономическая централизация шли рука об руку. Блокада вынудила Францию в автаркию; чтобы сохранить Республику правительство мобилизовало все производительные силы нации и, хотя неохотно, приняла необходимость контролируемой экономики, которую вводили экспромтом как того требовала ситуация. Необходимо было разработать военное производство, возродить внешнюю торговлю и найти новые ресурсы в самой Франции, а времени было мало. Обстоятельства постепенно вынудили правительство взять на себя руководство экономикой всей страны.
Все материальные ресурсы стали предметом реквизиции. Фермеры сдавали зерно, корм, шерсть, лён, коноплю, а ремесленники и торговцы — выпускаемую продукцию. Сырьё тщательно искали — металл всех видов, церковные колокола, старую бумагу, ветошь и пергамент, травы, хворост и даже пепел для производства калийных солей и каштаны для их перегонки. Все предприятия были переданы в распоряжение нации — леса, рудники, карьеры, печи, горны, кожевенные заводы, фабрики бумаги, фабрики тканей и мастерские по производству обуви. Труд и ценность произведённого подлежали регулированию цен. Никто не имел право спекулировать, пока Отечество находилось в опасности. Вооружение вызывало большую обеспокоенность. Уже в сентябре 1793 года был дан толчок по созданию национальных мануфактур для военной промышленности — создание фабрики в Париже для производства ружей и личного оружия, гренельский пороховой завод. Особое обращение было сделано учёным. Монж, Вандермонд, Бертолле, Дарсе, Фуркруа усовершенствовали металлургию и производство оружия.
Только наёмным работникам «максимум» оказался довольно выгодным. Их заработная плата увеличилась вдвое по отношению к 1790 году, в то же время товары подорожали лишь на треть. Париж стал спокойнее, потому что санкюлоты постепенно находили способы существования; многие ушли добровольцами в армию; многие работали в производстве оружия и военного снаряжения или в бюро комитетов и министерств, штат которых довольно сильно вырос.

#### Армия II года

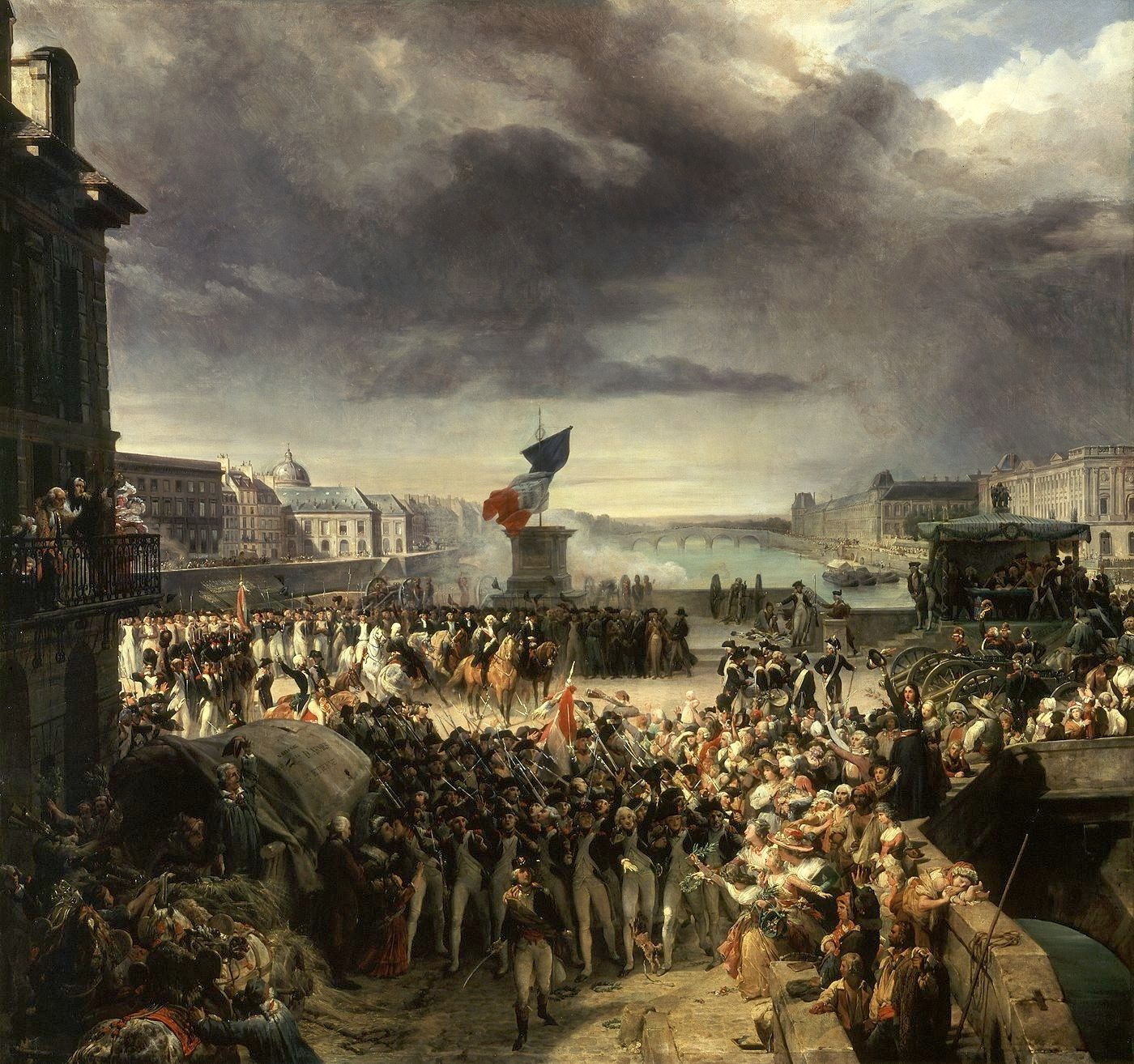
Национальная гвардия Парижа в 1792 году. Леон Конье

Летний набор (фр. Levée en masse) был завершён и к июлю общая численность армии достигла 650 000. Трудности были огромны. Производство на нужды войны началось только в сентябре. Армия находилась в процессе реорганизации. Весной 1794 года была предпринята система «амальгамы», слияние добровольческих батальонов с линейной армией. Два батальона добровольцев соединялись с одним батальоном линейной армии, составляя полубригаду или полк. В то же время было восстановлено единоначалие и дисциплина. Чистка армии исключила большинство дворян. В целях воспитания новых офицерских кадров по декрету 13 прериаля (1 июня 1794 года) был основан Колледж Марса (фр. Ecole de Mars) — каждый дистрикт посылал туда по шесть юношей. Командующих армиями утверждал Конвент.
Постепенно возникло военное командование, несравненное по качеству: Марсо, Гош, Клебер, Массена, Журдан, как и офицерский состав, отличный не только в военных качествах, но и в чувстве гражданской ответственности.
Впервые со времён античности действительно национальная армия вступала в бой, и в первый раз усилиями всей нации удалось вооружить и накормить такое большое количество солдат — это были новые характеристики армии II года. Технические новшества и стратегия проистекали и разрабатывались главным образом из самой массы. Старая система кордонов потеряла свою значимость. Двигаясь между армиями коалиции, французы могли маневрировать вдоль внутренних коммуникаций, развернув часть своих войск вдоль границ и воспользовавшись бездействием любого из своих противников, чтобы бить других по частям. «Действуй массой, подавляй врага числом», — таковы были принципы Карно. Все эти нововведения ещё не были достаточно проверены и до появления Бонапарта ещё не могли похвастаться блестящими победами.

#### Террор
Хотя террор был организован в сентябре 1793 года, он, на самом деле, не применялся до октября и, только в результате давления со стороны санкюлотов новая глава Революционного трибунала была открыта после 5 сентября: он был разделён на четыре секции; Комитеты общественного спасения и общественной безопасности назначали судей и присяжных заседателей; Фукье-Тенвиль остался в качестве обвинителя, а Аррман был назначен президентом Революционного трибунала.
Большие политические процессы начались в октябре. Королева была гильотинирована 16 октября. Специальным указом ограничили защиту 21 жирондиста и они погибли 31-го, Верньо и Бриссо в том числе.

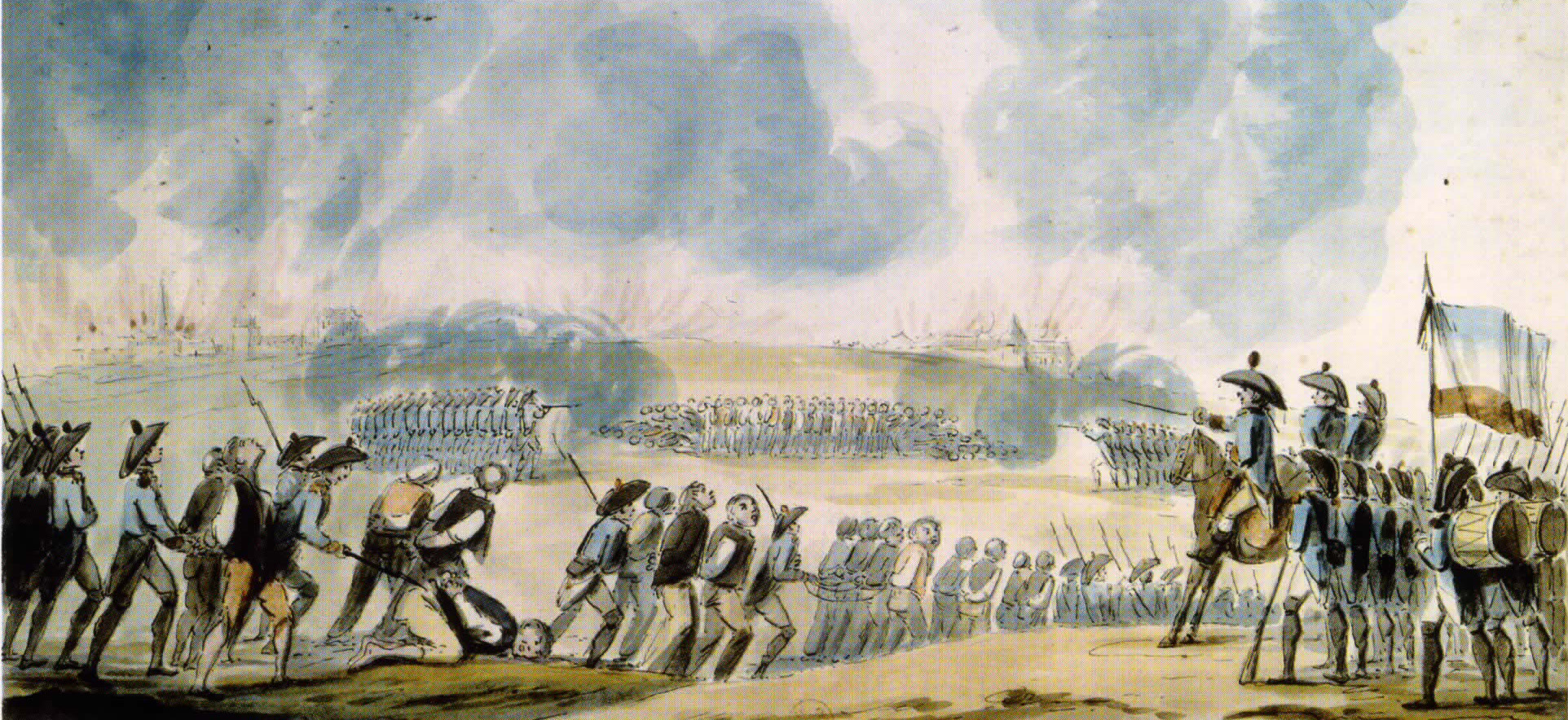
Фузиляды в Нанте

На вершине аппарата террора находился Комитет общественной безопасности, второй орган государства, состоящий из двенадцати членов, избираемых каждый месяц в соответствии с правилами Конвента; был наделён функциями общественной безопасности, слежения и полиции, как гражданской, так и военной. Он использовал большой штат чиновников, возглавлял сеть местных революционных комитетов и применял закон о подозреваемых путём просеивания сквозь тысячи местных доносов и арестов, которые он затем должен был представить в Революционный трибунал.
Террор бил по врагам Республики, где бы они ни были, был социально неразборчив и направлен политически. Его жертвы принадлежали к классам, которые ненавидели революцию или жили в тех регионах, где угроза восстания была наиболее серьёзной. «Тяжесть репрессивных мер в провинциях», — пишет Матьез, — «находились в прямой зависимости от опасности мятежа».
Таким же образом депутаты, отправленные Комитетом общественной безопасности как «представители на миссии», были вооружены широкими полномочиями и действовали в соответствии с ситуацией и собственным темпераментом: в июле Ленде усмирил жирондистское восстание на западе без единого смертного приговора; в Лионе, несколько месяцев спустя, Колло д’Эрбуа и Жозеф Фуше полагались на частые суммарные казни, применяя массовые расстрелы, потому что гильотина работала недостаточно быстро.

### Падение фракций
Ещё с сентября 1793 года можно было ясно определить два крыла среди революционеров. Одно было тем, что позже назвали эбертистами — хотя сам Эбер никогда не был лидером фракции — и проповедовали войну насмерть, частично приняв программу «бешеных», которую одобряли санкюлоты. Они пошли на соглашение с монтаньярами, надеясь через них осуществлять давление на Конвент. Они доминировали в клубе Кордельеров, заполнили военное министерство Бушотта и могли увлечь за собой Коммуну. Другое крыло возникло в ответ на растущую централизацию революционного правительства и диктатуру комитетов — дантонисты; вокруг депутатов Конвента: Дантон, Делакруа, Демулен, как наиболее заметные среди них.
Ставя приоритет национальной обороны над всеми другими соображениями, Комитет общественного спасения старался держаться промежуточной позиции между модерантизмом и экстремизмом. Революционное правительство не намерено было уступать эбертистам в ущерб революционному единству, в то время как требования умеренных подрывали контролируемую экономику, необходимой для ведения военных действий, или в ущерб террору, который обеспечивал всеобщее повиновение. Но в конце зимы 1793 года нехватка продуктов питания приняла резкий поворот к худшему. Эбертисты начали требовать применение жёстких мер, и сначала Комитет вёл себя примирительно. Конвент проголосовал 10 млн на облегчение кризиса, 3 вантоза Барер представил новый общий «максимум» и 8-го декрет о конфискации имущества подозрительных и распространения его среди нуждающихся (вантозские декреты). Кордельеры полагали, что, если они увеличат давление, то восторжествуют раз и навсегда. Был разговор о восстании, хотя это было, наверное, в качестве новой демонстрации, как в сентябре 1793. Но 22 вантоза II года (12 марта 1794 года) Комитет решил покончить с эбертистами. К Эберу, Ронсену, Венсану и Моморо были добавлены иностранцы Проли, Клоотс и Перейра с тем, чтобы представить их как участников «иностранного заговора». Все были казнены 4 жерминаля (24 марта 1794 года). Затем Комитет обратился к дантонистам, некоторые из которых были причастны к финансовым махинациям. 5 апреля Дантон, Делакруа, Демулен, Филиппо были казнены.
Драма жерминаля полностью изменила политическую ситуацию. Санкюлоты были ошеломлены казнью эбертистов. Все их позиции влияния были утеряны: революционная армия была расформирована, инспекторы уволены, Бушотт потерял военное министерство, клуб Кордельеров был подавлен и запуган и под давлением правительства было закрыто 39 революционных комитетов. Произошла чистка Коммуны и она была заполнена номинантами Комитета. С казнью дантонистов большинство ассамблеи впервые пришло в ужас от ею же созданного правительства.
Комитет играл роль посредника между собранием и секциями. Уничтожив лидеров секций комитеты порвали с санкюлотами, источником власти правительства, давления которых так опасался Конвент со времени восстания 31 мая. Уничтожив дантонистов, оно посеяло страх среди членов собрания, который легко мог перейти в бунт. Правительству казалось, что оно имело поддержку большинства собрания. Оно ошибалось. Освободив Конвент от давления секций, оно осталось на милости собрания. Оставался только внутренний раскол правительства, чтобы его уничтожить.

### Термидор

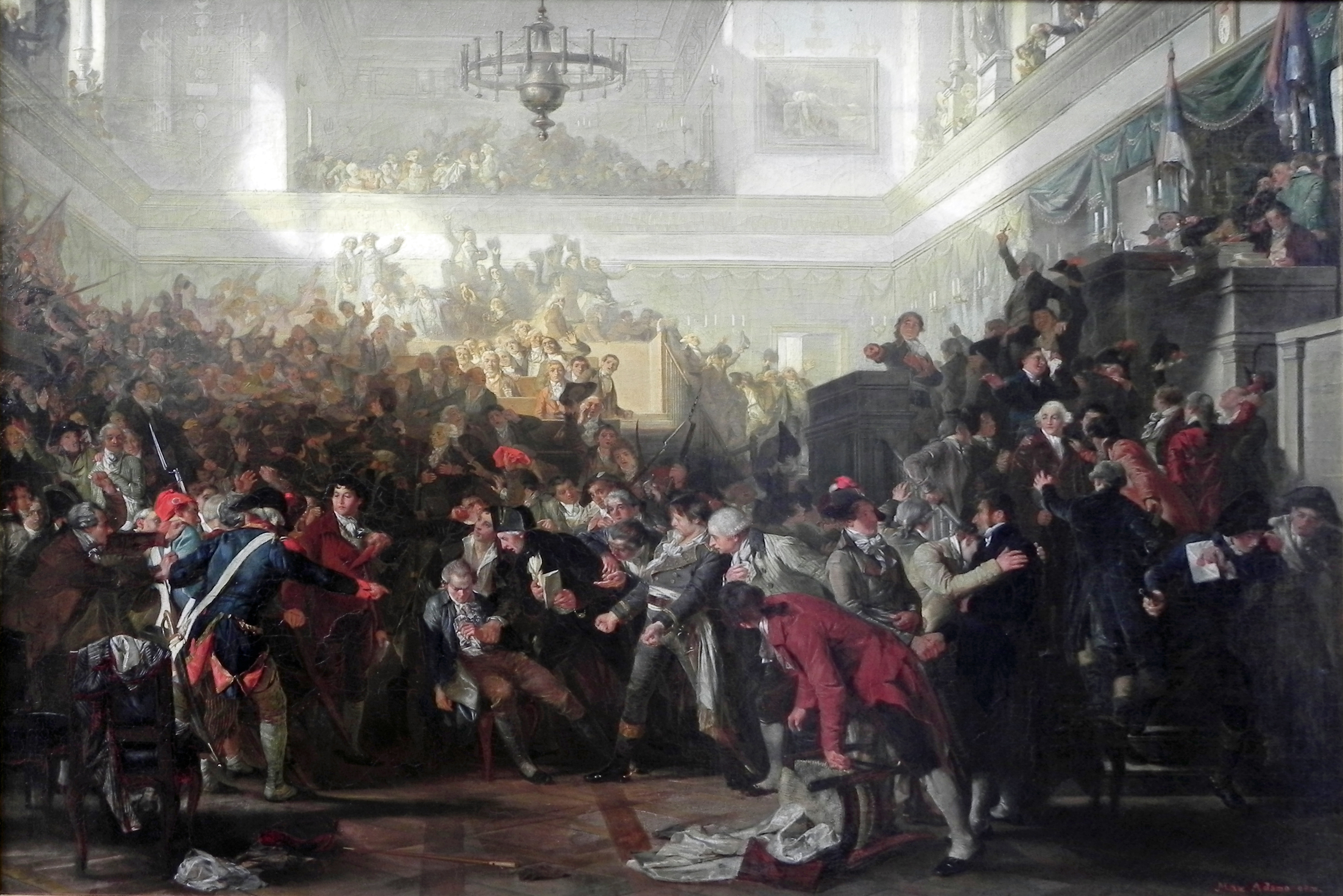
9 термидора

Якобинская диктатура могла надеяться оставаться у власти только до тех пор, пока успешно справлялась с чрезвычайным положением в стране. Как только его политические противники были уничтожены и угроза вторжения уменьшилась, уменьшилось и значение причин, которые и держали её вместе. Но падение не было бы настолько внезапным и полным, если бы не другие, более конкретные и внутренние причины.
Пока Комитет оставался единым, он был практически неуязвим, но едва он достиг апогея своего могущества, как появились признаки внутреннего конфликта. Комитет общественного спасения никогда не был однородным — это был коалиционный кабинет. Чувство опасности, совместная работа в условиях тяжелейшего кризиса сначала препятствовали личным ссорам. Теперь же пустяковые различия преувеличивались до вопросов жизни и смерти. Небольшие разногласия отчуждали их друг от друга. Они были людьми авторитарными. Карно, в частности, был раздражён критикой его планов Робеспьером и Сен-Жюстом, которые после месяцев тяжёлой работы и перевозбуждённые опасностью, сдерживались с трудом. Спор следовал за спором. Разногласия постоянно вспыхивали в Комитете общественного спасения, когда Карно назвал Робеспьера и Сен-Жюста «нелепыми диктаторами», а Колло делал завуалированные нападки на «Неподкупного». С конца июня до 23 июля Робеспьер перестал посещать заседания Комитета.
Понимая, что разногласия в правительстве ведут к расколу, 5 термидора была сделана попытка примирения. Сен Жюст и Кутон отнеслись к этому примирению положительно, но Робеспьер сомневался в искренности своих противников. В своей последней речи в Конвенте, 8 термидора, он обвинил своих оппонентов в интриганстве и вынес вопрос о расколе на суд Конвента. У Робеспьера потребовали, чтобы он назвал имена обвиняемых, однако он отказался. Эта неудача уничтожила его, так как депутаты предположили, что он требует карт-бланш. Этой ночью была образована коалиция между депутатами, которым угрожала непосредственная опасность, и депутатами равнины. На следующий день, 9 термидора, Робеспьеру и его сторонникам не было позволено говорить, и против них был объявлен обвинительный декрет. Крайне левая играла ведущую роль: Бийо-Варенн нападал, а Колло д’Эрбуа председательствовал.
По получении новостей из Конвента, Парижская Коммуна призвала к восстанию, освободила арестованных депутатов и мобилизовала 2-3 тысячи национальных гвардейцев. Ночь 9-10 термидора была одной из самых хаотичных в Париже, когда Коммуна и собрание соревновались за поддержку секций. Конвент объявил восставших вне закона; Баррасу была поставлена задача мобилизации вооружённых сил Конвента, и умеренные секции поддержали Конвент. Национальные гвардейцы и артиллеристы, собранные у ратуши, остались без инструкций и разошлись. Около двух часов утра колонна секции Гравилье во главе с Леонардом Бурдоном ворвалась в ратушу и арестовали мятежников.
Вечером 10 термидора (28 июля 1794 года) Робеспьер, Сен-Жюст, Кутон и девятнадцать их сторонников были казнены без суда и следствия. На следующий день были казнены семьдесят один функционер восставшей Коммуны, крупнейшая массовая казнь за всю историю революции.

## Термидорианский Конвент
Каковы бы ни были причины 9 термидора: вражда к Робеспьеру, личная безопасность, месть — последующие события вышли далеко за пределы намерений заговорщиков. Очевидно, остальные члены комитетов рассчитывали оставаться у власти и продолжить политику якобинской диктатуры, как будто бы ничего особого не произошло — очередная партийная чистка, не больше.

### Термидорианская реакция
Последующие события их сильно разочаровали. Можно было избавиться от робеспьеристов и вернуть дантонистов: Конвент перехватил инициативу и положил конец, раз и навсегда, диктатуре комитетов, которая отодвинула его от исполнительной власти. Было решено, что ни один из членов руководящих комитетов не должен занимать должность в течение более четырёх месяцев. Три дня спустя прериальский закон был отменён и Революционный трибунал лишён своих чрезвычайных полномочий. Коммуна была заменена гражданской административной комиссией Конвента, а Якобинской клуб был закрыт в ноябре. Не просто анти-робеспьеристская, а анти-якобинская реакция была в полном разгаре.
Таким образом, стабильность правительства была подорвана, основная проблема революции с её начала в 1789 году. Затем пришла очередь концентрации власти. Идентификация Комитета общественного спасения с исполнительной властью была урезана 7 фрюктидора (24 августа), ограничивая её в прежнее области только войны и дипломатии. Комитет общественной безопасности сохранил контроль над полицией, но сейчас будут, в общей сложности, шестнадцать комитетов. Осознавая опасность фрагментации, термидорианцы, наученные опытом, ещё более боялись монополизации власти. В течение нескольких недель революционное правительство было демонтировано.
Эти меры отразились, наконец, и на терроре и открыли многочисленные бреши в аппарате репрессий. Почувствовав ослабление властей и возвращение свободы прессы, со всех сторон начались требования освобождения арестованных. Закон от 22 прериаля был отменён, тюрьмы были открыты и «подозреваемые» были выпущены: 500 в Париже в течение одной недели. Было проведено несколько показательных процессов — в том числе Карье, ответственного за «наяды», потопления людей в Нанте; Фукье-Тенвиля, печально известного прокурора Революционного трибунала весной и летом 1795 — после чего деятельность Революционного трибунала была приостановлена.
Разрушение системы революционного правительства в конечном итоге привела к концу экономического регулирования. «Максимум» был ослаблен ещё до 9 термидора. Теперь же никто больше в него не верил. Потому что чёрный рынок обильно снабжался, утвердилась идея, что контроль цен равен дефициту и что свобода торговли вернёт изобилие. Предполагалось, что вначале цены вырастут, но затем упадут в результате конкуренции. Эта иллюзия была разрушена зимой. Формально Конвент поставит точку на «максимуме» 4 нивоза III года (24 декабря 1794 года).
Отказ от контролируемой экономики спровоцировал катастрофу. Цены взлетели, и обменный курс упал. Республика была приговорена к массовой инфляции, и валюта была разрушена. В термидоре III года ассигнации стоили менее 3 процентов от их номинальной стоимости. Ни крестьяне, ни торговцы не принимали ничего, кроме наличных денег. Падение было настолько стремительным, что экономическая жизнь, казалось, остановилась.
Кризис сильно усугубил голод. Крестьяне перестали приносить на рынки продукты, потому что они не хотели принимать ассигнации. Правительство по-прежнему доставляло продовольствие в Париж, но было не в состоянии обеспечить обещанные пайки. В провинциях местные муниципалитеты прибегли к своего рода реквизициям, при условии непрямого принуждения в получении товаров. Судьба сельских поденщиков, покинутых всеми, была часто ужасна. Инфляция разрушила кредиторов в пользу должников. Это всё вызвало беспрецедентную спекуляцию.
В начале весны дефицит основных товаров был таким, что, казалось, волнения происходили по всей стране. Париж снова пришёл в движение.

### Хлеб и Конституция 1793 года

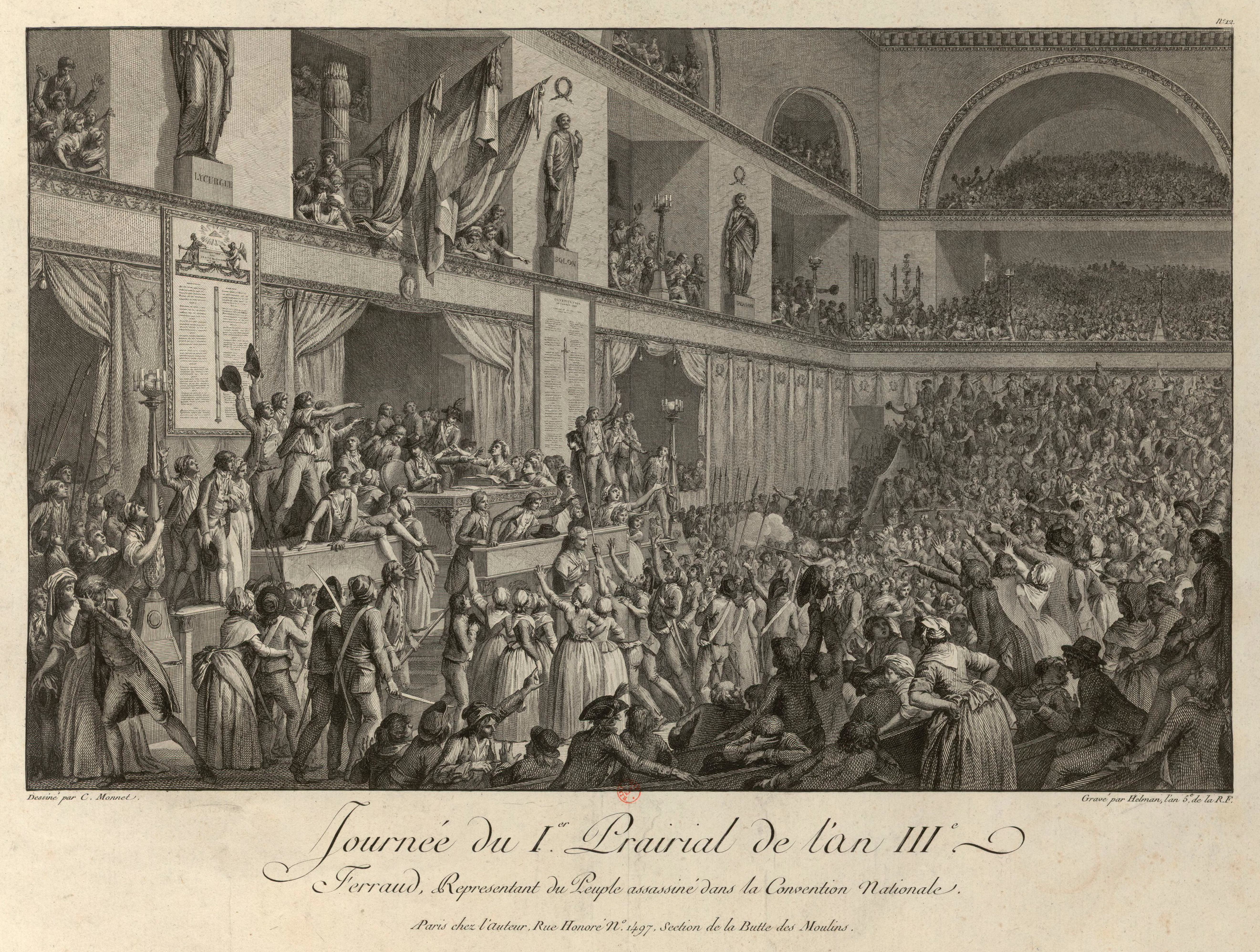
Восстание 1 прериаля 1795 года

Усиление голода довело возбуждение секций до предела. 17 марта делегация из предместий Сен-Марсо и Сен-Жак жаловались в Конвенте, что: «У нас нет хлеба, мы готовы сожалеть обо всех жертвах, принесённых нами ради революции». Был принят декрет о полицейских мерах, устанавливавший смертную казнь за крамольные лозунги либо призыв к восстанию. Оружие было роздано «хорошим гражданам». Проба сил приближалась.
10 жерминаля все секции созываются на общее собрание. Политическая география Парижа чётко показывала приоритеты. Дебаты Конвента были сосредоточены на двух вопросах: о привлечении к суду Барера, Колло, Бийо, Вадье и о судьбе конституции 1793 года. В то время, как секции запада и центра звали к наказанию «четвёрки», секции востока и предместий требовали меры по борьбе с кризисом, введение в действие конституции 1793 года, восстановления революционных комитетов и освобождения арестованных патриотов.
Утром 12 жерминаля (1 апреля 1795 года) толпы народа собрались на острове Ситэ и, оттеснив гвардию Конвента, ворвались в зал заседаний. Среди шума и хаоса представители секций изложили свои пожелания — Конституция 1793 года и принятие мер против голода. Надёжные батальоны национальной гвардии из лояльных Конвенту секций были призваны, и они без особого труда разогнали безоружных демонстрантов. Для большинства конституция 1793 года рассматривалась как спасительная утопия и решение всех зол. Были и другие, которые открыто сожалели о конце «правления Робеспьера».
Но это ещё было не всё. На горизонте приближался новый взрыв. Восстание организовывалось открыто. 1 прериаля (20 мая 1795 года) зазвучал набат в предместье Сен-Антуан и Сен-Марсо. Вооружённые батальоны прибыли на площадь Карусель и ворвались в зал заседаний Конвента. Начался страшный шум, среди которого восставшие зачитали программу восстания — «Восстание народа». В хаосе ни один из главарей и не подумал о реализации ключевого элемента программы: свержения правительства.
Остаткам монтаньяров, «Вершине» (фр. la Crête de la Montagne), удалось провести благоприятные для повстанцев декреты. Но в 11:30 вечера две вооружённых колонны вошли в зал и очистили его от бунтовщиков. На следующий день повстанцы повторили те же самые ошибки и после получения обещания от депутатов принять срочные меры против голода, вернулись в свои секции.
3 прериаля правительство собрало верные войска, егерей и драгун, национальных гвардейцев, выбранных из тех, «у кого есть, что защищать» — 20 000 всего; предместье Сен-Антуан было окружено и 4 прериаля сдалось и было разоружено. Колебания и нерешительность, отсутствие революционного руководства обрекли последнее движение на поражение.
4 прериаля III года является одним из важнейших дат революционного периода. Народ перестал быть политической силой, участником в истории. Эта дата может быть названа концом революции. Её пружина была сломана.

### Новая Конституция

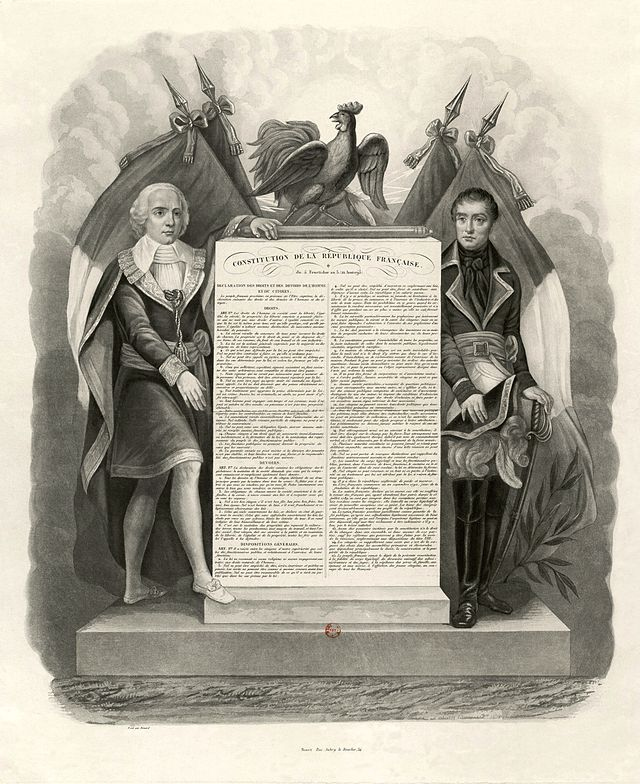
Конституция 1795 года

Победители теперь могли принять новую конституцию, задача для которой Национальное собрание было выбрано изначально. Комиссия Одиннадцати (Дону, Ланжюине, Буасси д’Англа, Тибодо и Ларевельер — наиболее заметные члены) подготовила текст, который отражал новый баланс сил.
Новая Конституция III года создалa Директорию (фр. Directoire) и первый двухпалатный законодательный орган в истории Франции. Конституция вернулась к различию между «активными» и «пассивными» гражданами. Всеобщее избирательное право 1793 года было заменено ограниченным цензовым избирательным правом. Новая конституция вернулась к принципам конституции 1791 года. Принцип равенства подтверждался, но в пределах гражданского равенства. Многочисленные демократические права конституции 1793 года — право на труд, социального страхования, всеобщего образования — были исключены. Конвент определял права граждан республики и одновременно отвергал как привилегии старого порядка так и социального равенства. Только граждане старше двадцати пяти лет, платившие налог на доход от двухсот дней работы, имели право быть выборщиками. Этот избирательный орган, который и имел реальную выборную власть, состоял из 30 000 человек в 1795 году, вдвое меньше, чем в 1791-м. Руководствуясь недавним опытом якобинской диктатуры, республиканские институты были созданы для защиты от двух опасностей: всемогущества исполнительной власти и диктатуры.
Был предложен двух-палатный законодательный орган в качестве меры предосторожности против внезапных политических колебаний: Совет пятисот (фр. Conseil des Cinq-Cents) с правами предлагать законы и Совет старейшин (фр. Conseil des Anciens), 250 сенаторов, с полномочиями принимать или отклонять предложенные законы. Исполнительная власть должна была быть разделена между пятью директорами, выбранными Советом старейшин из списка, составленного Советом пятисот. Один из директоров, определённый по жребию, переизбирался каждый год с возможностью переизбрания через пять лет. В качестве одной из практических мер предосторожности не разрешалось нахождение войск в 60 милях от места заседаний ассамблеи и она могла избрать другое место заседаний в случае опасности. Директория по-прежнему сохраняла большую власть, в том числе чрезвычайные полномочия над свободой прессы и свободу ассоциаций в случае экстренной необходимости. Поправки к конституции должны были проходить через сложную систему принятия с целью добиться стабильности, и процедура принятия могла длиться до девяти лет.
Выборы депутатов одной трети обеих палат должны были происходить ежегодно. Но как сделать так, чтобы новый выборный орган не мог изменить конституцию, как это случилось с Законодательным собранием? Термидорианцы оговорили это 5 фрюктидора (22 августа 1795 года) по итогам голосования за постановление о «формировании нового законодательного органа». Статья II предусматривала: «Все члены настоящего Конвента имеют право быть переизбранными. Собрания выборщиков не могут принять меньше, чем две трети из них для сформирования новых законодательных органов». Это был знаменитый закон двух третей.

### Вандемьер

13 вандемьера

23 сентября 1795 года были объявлены результаты: конституция была принята 1 057 390 голосов, с 49 978 против. Закон двух третей получил только 205 498 голосов за, 108 754 против.
Но Конвент не учёл те Парижские секции, которые голосовали против двух третей и не объявил точные цифры голосования: сорок семь Парижских секций отвергли этот закон. Восемнадцать из парижских секций оспаривали результат. Секция Лепелетье обратилась к другим секциям с призывом к восстанию. К 11 вандемьера семь секций были в состоянии мятежа, секции, которые были основой Конвента с 9 термидора, а теперь с преобладающим правым большинством, если не роялистов. Конвент провозгласил себя в непрерывной сессии. Конвент пережил все восстания. Конвент знал искусство восстания наизусть, и подавить мюскаденов было легче, чем санкюлотов. Пять депутатов, включая Барраса, образовали комитет, чтобы справиться с мятежом. Указом 12 вандемьера (4 октября 1795 года) отменялось объявленное ранее разоружение бывших «террористов» и было выпущено обращение к санкюлотам.
При попустительстве генерала Мену, командующего внутренней армии, восстание началось в ночь 12—13 вандемьера. Большая часть столицы была в руках повстанцев, около 20 000; был сформирован центральный повстанческий комитет и Конвент осаждён. Баррас привлёк молодого генерала Наполеона Бонапарта, бывшего робеспьериста, как и других генералов — Карто, Брюна, Луазона, Дюпона. Будущему маршалу, капитану Мюрату удалось захватить пушки из лагеря в Саблоне, и повстанцы, не имея артиллерии, были отброшены и рассеяны.
Последовали умеренные репрессии, и белый террор на юге был подавлен. 4 брюмера года IV, как раз перед окончанием своих полномочий, Конвент объявил всеобщую амнистию за «дела, связанные исключительно с революцией».

## Заслуги
Деятельность конвента не сводилась лишь к борьбе партий, террору, организации защиты против внешних врагов (см. Революционные войны) и выработке конституции. Он заботился о правильной постановке благотворительности и продовольствия голодающим; издавал новые законы, касающиеся семейного, имущественного и наследственного права; занимался составлением нового гражданского кодекса, проект которого был ему представлен Камбасересом 9 августа 1793 года и впоследствии послужил основой для Наполеоновского кодекса.
Важные улучшения были произведены конвентом, по предложению Камбона, в финансовом ведомстве. Много было сделано и в области просвещения, на поприще которого особенно видную роль играл Лаканаль: созданы или преобразованы Нормальная школа, центральная школа публичных работ, специальная школа восточных языков, Бюро долгот, консерватория искусств и ремёсел, Луврский музей, Национальная библиотека Франции, национальные архивы, музей французских древностей, Парижская Высшая национальная консерватория музыки и танца, художественные выставки, национальный институт. Декретами 30 вандемьера и 29 фримера II г. (21 октября и 19 декабря 1793 года) провозглашён принцип обязательного и бесплатного начального обучения, не получивший, однако, осуществления.

## Отзывы

### «Конвент был нрава крутого»
Какой-то добрый француз сделал модель парижского квартала из воска с удивительною отчетливостию. Окончив долголетний труд свой, он поднес его Конвенту единой и нераздельной республики. Конвент, как известно, был нрава крутого и оригинального. Сначала он промолчал: ему и без восковых кварталиков было довольно дела — образовать несколько армий, прокормить голодных парижан, оборониться от коалиций… Наконец, он добрался до модели и решил: «Гражданина такого-то, которого произведения нельзя не признать оконченно-выполненным, посадить на шесть месяцев в тюрьму за то, что он занимался бесполезным делом, когда отечество было в опасности».